# Cornel West
Cornel Roland West (Tulsa, Oklahoma, 2 de junio de 1953), conocido como Cornel West, es un filósofo estadounidense afroamericano, autor, crítico, actor, activista de los derechos humanos y miembro prominente de Socialistas Democráticos de América. Es profesor en la Universidad de Princeton, donde enseña en el Centro de Estudios Afroestadounidenses y en el Departamento de Religión.
Su obra se centra en el estudio del papel del origen étnico, el género y la clase en la sociedad estadounidense y las diferentes formas en que la gente actúa y reacciona ante los factores que los condicionan. La obra de West recibe influencias de diversas tradiciones, como la Iglesia Baptista Afroestadounidense, el pragmatismo y el trascendentalismo.

## Biografía
West nació en Tulsa, Oklahoma, y creció en Sacramento, California donde su padre era contratista para el Departamento de Defensa y su madre profesora.
En 1970, después de graduarse en la John F. Kennedy High School estudió en la Universidad de Harvard y recibió clases de los filósofos Robert Nozick y Stanley Cavell.  
En 1980, se doctoró en Princeton donde recibió la influencia del pragmatismo de Richard Rorty. Su tesis doctoral se tituló Ethics, historicism and the Marxist tradition la cual fue posteriormente revisada y publicada como The Ethical Dimensions of Marxist Thought.
En 1978, volvió a Harvard antes de convertirse en profesor en la Unión Theological Seminary en la ciudad de Nueva York. En 1985, la Yale Divinity School lo contrató para enseñar historia estadounidense. Mientras enseñaba en esta escuela, se manifestó en el campus contra el apartheid que sufría Sudáfrica por lo que fue encarcelado. En represalia la Universidad lo retuvo durante la primavera de 1987 y le obligó a enseñar tanto en la Universidad de Yale como en la Universidad de París.
Después, regresó a Union y dio clase en el Haverford College de Pensilvania durante un año antes de convertirse en Profesor de Religión en Princeton y director del Programa de Estudios Afroestadounidenses (1988-1994), que revitalizó en cooperación con otros intelectuales como Toni Morrison.
En 1993, aceptó el nombramiento como Profesor de Estudios Afroestadounidenses en la Universidad de Harvard. West impartió uno de los cursos más populares de la universidad, un curso introductorio sobre Estudios Afroestadounidenses.
En 2001, después de una polémica con el presidente de Harvard Lawrence Summers, en la que este lo acusó de desatender sus clases y dedicar demasiado tiempo a la política, West retornó a Princeton donde enseña desde entonces.

## Candidato presidencial en 2024
En junio de 2023, anunció su postulación como candidato a presidente de los Estados Unidos en las elecciones presidenciales de 2024, por el Partido Popular de ese país.

## Actor
West aparece en The Matrix Reloaded y The Matrix Revolutions interpretando el papel del Councilor West que pertenece al Consejo de Zion.

## Obras
- Black Theology and Marxist Thought (1979)
- Prophesy Deliverance! An Afro-American Revolutionary Christianity (1982)
- Prophetic Fragments (1988)
- The American Evasion of Philosophy: A Genealogy of Pragmatism (1989)
- Breaking Bread: Insurgent Black Intellectual Life (con bell hooks, 1991)
- The Ethical Dimensions of Marxist Thought (1991)
- Beyond Eurocentrism and Multiculturalism (1993)
- Race Matters (1993)
- Keeping Faith: Philosophy and Race in America (1994)
- Jews and Blacks: A Dialogue on Race, Religion, and Culture in America (con rabbi Michael Lerner, 1995)
- The Future of the Race (con Henry Louis Gates, Jr., 1996)
- Restoring Hope: Conversations on the Future of Black America (1997)
- The War Against Parents: What We Can Do For America's Beleaguered Moms and Dads (con Sylvia Ann Hewlett, 1998)
- The Future of American Progressivism (con Roberto Mangabeira Unger, 1998)
- The African-American Century: How Black Americans Have Shaped Our Century (con Henry Louis Gates, Jr., 2000)
- Cornel West: A Critical Reader (George Yancy, editor) (2001)
- Democracy Matters: Winning the Fight Against Imperialism (2004)
- Comentario sobre The Matrix, The Matrix Reloaded y The Matrix Revolutions; ver The Ultimate Matrix Collection (con Ken Wilber, 2004).
- Post-Analytic Philosophy, editado con John Rajchman.
- Hope On a Tightrope: Words & Wisdom (2008).
- Brother West: Living & Loving Out Loud (2009).
- The Rich and the Rest of Us: A Poverty Manifesto (with Tavis Smiley, 2012).
- Pro+Agonist: The Art of Opposition (2012).